# Legrand (tramhalte)
Legrand is een tramhalte van de Brusselse vervoersmaatschappij MIVB, gelegen in de gemeente Brussel-stad.
Legrand is een dubbele tramhalte. Een deel van de halte is gelegen in de Louizalaan. Hier bevindt zich de zuidelijke terminus van tramlijn 93 en is er tevens een halte van tramlijn 8, die hierna vanuit de Louizalaan de bocht volgt de Terkamerenlaan in richting halte Ter Kameren-Ster. Het andere deel van de halte Legrand bevindt zich in de Legrandlaan, het verlengde van de Terkamerenlaan. Hier is de halte van tramlijn 7.
Heizel · 
Sint-Lambertus · 
De Wand · 
Araucaria · 
Braambosjes · 
Heembeek · 
Van Praet · 
Docks Bruxsel · 
Prinses Elisabeth · 
Demolder · 
Paul Brien-ziekenhuis · 
Louis Bertrand · 
Heliotropen · 
Chazal · 
Leopold III · 
Meiser · 
Diamant · 
Georges Henri · 
Montgomery · 
Boileau · 
Pétillon · 
Arsenaal · 
VUB · 
Etterbeek Station · 
Roffiaen · 
Buyl · 
Ter Kameren-Ster · 
Legrand · 
Bascule · 
Longchamp · 
Gossart · 
Cavell · 
Churchill · 
Vanderkindere
Louiza · 
Stefania · 
Defacqz · 
Baljuw · 
Vleurgat · 
Abdij · 
Legrand · 
Ter Kameren-Ster · 
Buyl · 
Johanna · 
ULB · 
Solbos · 
Marie-José · 
Brazilië · 
Boondaal Station · 
Renbaan van Bosvoorde · 
Lieveheersbeestjes · 
Bosvoorde Station · 
Delleur · 
Wiener · 
Valkerij · 
Tenreuken · 
Seny-park · 
Herrmann-Debroux · 
Oudergem-Shopping · 
Vorstrondpunt · 
Empain · 
Trammuseum · 
Bronnenpark · 
Voot · 
Woluwe Shopping · 
Roodebeek
Legrand · 
Abdij · 
Vleurgat · 
Baljuw · 
Defacqz · 
Stefania · 
Louiza · 
Poelaert · 
Kleine Zavel · 
Koning · 
Paleizen · 
Park · 
Congres · 
Kruidtuin · 
Gillon · 
Sint-Maria · 
Lefrancq · 
Liedts · 
Thomas · 
Masui · 
Jules De Trooz · 
Over de Bruggen · 
Prinses Clementina · 
Moorslede · 
Bockstael · 
Jacob Fontaine · 
Jetse Haard · 
Kerkhof van Jette · 
Guillaume de Greef · 
Brugmann-ziekenhuis · 
Polikliniek Brugmann · 
Stiénon · 
Stadion